# Demokratiemessung
Der Begriff Demokratiemessung bezeichnet in der Politikwissenschaft den Versuch, zu einer Beurteilung der Demokratiequalität eines Landes auf einen Demokratieindex abzubilden. Demokratiequalität zielt auf die demokratische Funktionsweise zentraler demokratischer Institutionen und Merkmale. Zu diesem Zweck werden von unterschiedlichen Institutionen weltweit sogenannte Indizes erstellt, die mittels Skalen, Kategorisierungen oder Rankings Vergleichbarkeit zwischen Staaten anstreben.
Diese Indizes unterscheiden sich teils stark voneinander anhand ihrer Erhebungsverfahren sowie in ihrer Definition von Demokratie. Gelegentlich werden neben rein politischen auch weitere Merkmale wie z. B. wirtschaftliche Daten mit zur Bildung der Indizes herangezogen.

## Methodischer Ansatz
Die Fragestellung, was Demokratie ist und wie sich der Grad der Demokratie im Sinne der Demokratiequalität eines Landes messen lässt, ist nicht unmittelbar zu beantworten. Demokratie ist wie Intelligenz, Gesundheit oder Kultur ein Gedanken-Konstrukt, das nicht direkt messbar („nicht sichtbar“) ist. Durch Operationalisierung seiner Merkmale ist eine indirekte Messung des Konstrukts möglich. Sie liefert aber nur Ausprägungen des Konstrukts, die grundsätzlich unvollständig sind. Die Untersuchung der Ausprägungen der Demokratien einzelner Länder wird in verschiedenen Demokratieindizes untersucht, die sich jeweils auf eine bestimmte Auswahl von die Demokratie beschreibenden Merkmalen stützen.
So wie es in der Politik unterschiedliche Verständnisse davon gibt, was Demokratie ist und wie Demokratie in der Praxis konkret funktioniert, so gibt es auch in der Wissenschaft keinen Konsens darüber, wie Demokratie gemessen werden soll. Verschiedene Forschungsprojekte legen unterschiedliche Kriterien zugrunde und kommen daher teilweise auch zu unterschiedlichen Einschätzungen darüber, ob ein Land demokratisch ist oder nicht. Dementsprechend gibt es auch Kritik daran, dass die Ergebnisse nicht objektiv seien.
Dabei unterscheiden sich die einzelnen Demokratiemessungen laut den Politikwissenschaftlern Gerardo Munck und Jay Verkuilen in drei Bereichen: Die Konzeptionalisierung, das heißt die Identifikation der notwendigen Attribute für eine Demokratie und die logische Organisation zu einem Gesamtkonzept. Weitere Unterschiede liegen im Bereich der Messung, das heißt der Wahl der Indikatoren, die die Konzepte operationalisieren, und deren fehlerfreie Messung, die Wahl der Ebene und die Replizierbarkeit der Messung. Als dritten Bereich identifizieren Munck und Verkuilen die Aggregation, d. h. die Aggregationsebene, ebenso wie die Aggregationsregeln (die bestimmen, ob Schwächen in einzelnen Dimensionen von anderen ausgeglichen werden können) und deren Replizierbarkeit.
Trotz der Unterschiede in der Messung gibt es bei zahlreichen Staaten auch einen großen Konsens. Die auf Grundlage verschiedener Kriterien ermittelten Werte münden zumeist in einer Gesamtwertung, mit deren Hilfe ein Ranking erstellt wird, in dem sich die meisten Staaten in der Regel in vergleichbaren Bereichen bewegen. Dies trifft vor allem auf stabile Demokratien und eindeutige Diktaturen zu. Unterschiede in den Bewertungen zeigen sich aber vor allem bei hybriden Systemen.

## Demokratieskalen
Eine Demokratieskala ist eine Messlatte zur Messung des Demokratiegehaltes einer politischen Ordnung. Sie bewertet ein Land als mehr oder weniger demokratisch.
Die aus dem US-amerikanischen Raum stammenden Skalen sind von einem in der US-amerikanischen Geschichte begründeten Demokratieverständnis geprägt. So nimmt die politische Partizipation dort einen hohen Stellenwert in den Skalen ein.

### Demokratieindex (The Economist)

Weltkarte nach dem Demokratieindex 2022: Je grüner, desto demokratischer – je roter, desto undemokratischer ein Land.

Seit 2006 erscheint der Demokratieindex der Zeitschrift The Economist. Als Faktoren gehen in die Berechnung des Demokratie-Indexes ein: Wahlprozess und Pluralismus, Bürgerrechte, Funktionsweise der Regierung, politische Teilhabe, politische Kultur. Auf dieser Grundlage ermitteln die Experten der Economist Intelligence Unit (EIU) eine Note zwischen 0 und 10 und teilen die Staaten in vier Kategorien ein: Vollständige Demokratien, unvollständige Demokratien, Hybridregime und autoritäre Regime. Der Demokratieindex behandelt 167 verschiedene Länder.

### V-Dem Demokratieindizes
Die V-Dem Demokratieindizes umfassen eine Vielzahl von Indikatoren und Indizes auf mittlerer Ebene (Stand 2023: 483 Indikatoren und Indizes), die verschiedene Aspekte von Demokratie messen. Die fünf daraus gebildeten Kernindizes messen dabei Electoral Democracy, Liberal Democracy, Participatory Democracy, Deliberative Democracy und Egalitarian Democracy. 
Die veröffentlichten Datensätze enthalten jährliche Messungen ab 1900, wobei einzelne Variablen als Teil einer historischen Erweiterung bereits ab 1789 gemessen werden. Die Daten basieren dabei auf den Schätzungen von (typischerweise fünf) Experten für jedes Konzept. Durch ein Messmodell werden Schätzwerte mit entsprechender Messunsicherheit berechnet.
V-Dem veröffentlicht seine Messungen der Demokratiemerkmale transparent, wie auch die Zusammensetzung der Indizes. V-Dem stellt seine Daten der Öffentlichkeit und der Wissenschaft zur Verfügung. Laut dem V-Dem Projekt bildet der Datensatz die derzeit umfassendste und detaillierteste Demokratiemessung.

### Polity Index
Der von Ted Robert Gurr initiierte Polity Index des Center for Systematic Peace erfasst vor allem den Partizipationsgrad und den Wettbewerbsgrad im Parteiensystem und orientiert sich dabei insbesondere an den Strukturen der Staatsorganisation nach Vorbild der US-amerikanischen Verfassung. Dabei werden zwei voneinander getrennte Messungen für die Variablen Demokratie und Autokratie durchgeführt. Für jedes Land werden auf jeder Skala Werte von 0 bis 10 vergeben. Der Polity-Indexwert berechnet sich dann aus dem Demokratie-Wert minus dem Autokratie-Wert. Daraus resultiert eine kontinuierliche Skala von −10 (maximal autokratisch; hereditäre Monarchie) bis +10 (maximal demokratisch, konsolidierte Demokratie).
Im Polity-Project werden fünf Dimensionen erfasst, anhand derer der Grad von Demokratie bzw. Autokratie festgestellt werden soll:
1. Wie kompetitiv ist der Wettbewerb um Regierungsmacht?
2. Wie offen ist der Wettbewerb um Regierungsmacht?
3. Inwieweit ist die Macht der Regierung eingeschränkt?
4. Wie kompetitiv ist die politische Partizipation?
5. Inwieweit ist die politische Beteiligung reguliert?

Im fünften Bericht 2018 liegen Indexwerte für alle 167 Staaten mit mehr als 500.000 Einwohnern vor, die sich teilweise über einen Zeitraum seit 1800 erstrecken. Die Berichte erscheinen nicht jährlich.

### Kombinierter Index der Demokratie
Der von Hans-Joachim Lauth entwickelte Kombinierte Index der Demokratie (KID) orientiert sich an einem dreidimensionalen Demokratieverständnis, das aus den Dimensionen Freiheit, Gleichheit und Kontrolle besteht. Es werden die Messungen von Freedom House und der Polity-Projektgruppe dahingehend kritisiert, dass sie die Dimension der Kontrolle nicht abbilden. Deshalb versucht der KID durch eine Kombination der Datensätze des Polity-Projektes und von Freedom House mit dem Rule-of-Law-Indikator der Weltbank dieses Defizit zu beheben. Um darüber hinaus auch noch die Staatlichkeit in die Messung einzubeziehen, wird zusätzlich noch der Political-Stability-Indikator der Weltbank berücksichtigt. Die KID-Skala umfasst die Werte von 0 bis 10, wobei 0 für ein stark autokratisches System steht und 10 ein umfassend demokratisches System bezeichnet. Mithilfe von Schwellenwerten werden Länder als Autokratie (0 bis 5), defizitäre Demokratie (5 bis 7) und Demokratie (7 bis 10) eingestuft. Bis 2016 wurden die Daten in Jahresberichten erhoben, sie liegen zu insgesamt 165 Staaten im Abstand von zwei Jahren über den Zeitraum von 1996 bis 2016 vor. Ab 2016 führte Hans-Joachim Lauth mit der Demokratiematrix fort.

### Demokratiematrix
Die Demokratiematrix unter der Leitung von Hans-Joachim Lauth an der Universität Würzburg ist seit 2016 ein Messinstrument zur Bestimmung der Demokratiequalität von Staaten. Es untersucht dabei die Dimensionen Freiheit, Gleichheit und Kontrolle sowie fünf zentrale demokratische Institutionen (Wahlen, Parteien und Zivilgesellschaft, Medien, Rechtsstaat und Funktionsweise des Regierungssystems). Die Datengrundlage bietet das Projekt Varieties of Democracy (V-Dem) der Universität Göteborg, das Daten für alle Staaten ab 1900 anbietet. Im Ergebnis werden die Staaten in einem Ranking nach funktionierenden Demokratien, defizitären Demokratien, hybriden Regimen, moderaten Autokratien und harten Autokratien unterschieden. Wie beim Demokratiebarometer schneidet auch bei der Demokratiematrix mit ihren 15 Matrixfeldern die direktdemokratische Schweiz mit etlichen Wahlen pro Jahr schlechter ab als Deutschland, das nach dieser Methodik 2020 weltweit den 5. Rang belegte.

### Demokratiebarometer
Das Demokratiebarometer versucht die Qualitätsunterschiede der Demokratie zwischen etablierten Demokratien besser messbar zu machen. Es wurde von einem Mitarbeiter der Universität Zürich, des Zentrums für Demokratie Aarau (Daniel Bochsler) in Zusammenarbeit mit dem Wissenschaftszentrum Berlin (Wolfgang Merkel) entwickelt und untersucht, wie sich die anerkannten Demokratien zwischen 1975 und 2014 verändert haben. Ziel ist dabei, die Qualität der Demokratien dieser Staaten zu messen, um anschließend verschiedene (demokratische) Länder ihre Demokratie betreffend vergleichen zu können. In das Demokratiebarometer fließen Kriterien wie Rechtsstaatlichkeit, Transparenz, Partizipation, politischer Wettbewerb, Gewaltenkontrolle und die Fähigkeit, demokratische Entscheidungen umzusetzen, ein. An der Aussagekraft und Korrektheit wird teils jedoch stark gezweifelt, da u. a. die Schweiz, ein für direkte Demokratie bekanntes Land, schlechter abschneidet als z. B. die USA. was auf nicht genügend entwickelte Systematik und Beurteilungskriterien zurückgeführt wird.

### Index der Demokratisierung
Der von Tatu Vanhanen konzipierte Index der Demokratisierung (ID) verdeutlichte bis 2000 den Demokratisierungsgrad von Staaten anhand der Variablen Partizipation und Wettbewerb. Der Indexwert wird durch ungewichtete Multiplikation der Wahlbeteiligung (Anteil der aktiven Wähler an der Gesamtbevölkerung) mit dem Wettbewerbsgrad (100 – Sitzanteil der stärksten Partei in der nationalen Vertretungskörperschaft) und anschließende Division des Produkts durch 100 berechnet. Auf diese Weise entstehen Werte zwischen 0 und 100. Demokratie besteht ab einem Indexwert über 6, d. h. ab einer Wahlbeteiligung größer als 20 % und einem Wettbewerbsgrad größer als 30 %.
Vanhanen legte Indexwerte zu 187 Ländern vor, zum Teil seit 1810. Dabei wurden 132 Staaten als demokratisch eingestuft.

### Bertelsmann Transformation Index
Der von der Bertelsmann Stiftung entwickelte Bertelsmann Transformation Index misst seit 2006 politische und wirtschaftliche Transformationsprozesse in Entwicklungs- und Transformationsländern der Welt. Dabei beinhaltet der Index einen Status-Index zum aktuellen Entwicklungsstand von politischer und wirtschaftlicher Transformation und einen Governance-Index zum Management der Transformationsprozesse durch Entscheidungsträger. Beide Indexe setzen sich aus verschiedenen Kriterien und Indikatoren zusammen, an deren Messung 250 Länderexperten beteiligt sind. Die Daten werden seit 2006 alle zwei Jahre veröffentlicht.

### Freedom House Index
Der Freedom-House-Index, seit 1973 als jährlicher Bericht Freedom in the World von der Nichtregierungsorganisation Freedom House veröffentlicht, enthält auch die Freiheit zu wählen, in der Kategorie politische Rechte sind 40 % der Punkte des Freedom-House-Index. Der Freedom-House-Index erfasst drei Dimensionen im Bereich der politischen Rechte (Wahlprozess, Politischer Pluralismus und Partizipation, Funktionsweise des Regierungssystems). Seit 2019 erfolgt eine Festlegung von Schwellenwerten für die Klassifikation eines Landes als „frei“ (1,0 bis 2,5), „teilweise frei“ (3,0 bis 5,0) und „nicht frei“ (5,5 bis 7,0).

### Teilindizes
Nur Einzelbestandteile von Demokratieskalen messen folgende Teilindizes:

#### Gallagher-Index
Der Gallagher-Index ermittelt die Wahlgleichheit eines Wahlergebnisses einer Legislatur anhand der Differenz der Stimmenanteile der Parteien bei der Wahl und des Prozentsatzes der Sitze der Parteien, verwandt zum Erfolgswert.

#### Effektive Parteienzahl
Effektive Parteienzahl ist eine Methode zur statistischen Analyse von Wahlen, die die effektive Anzahl der politischen Parteien im Parteiensystem eines Landes misst.

## Alternativen
Eine häufige Kritik an Demokratiemessungen ist der Fokus auf die Meinungen von Experten. So argumentieren beispielsweise die Politikwissenschaftler Dieter Fuchs und Edeltraud Roller, dass die Einschätzungen von Bürgerinnen und Bürgern als subjektive Demokratiequalität ein wichtiger Aspekt ist.

### Democratic Audit
Ein auf der Kritik an Expertenmeinungen basierender Ansatz, um Demokratie in einem Land zu messen, ist der Democratic Audit. Nachdem britische Politikwissenschaftler einen solchen Audit für das Vereinigte Königreich von Großbritannien und Nordirland durchgeführt hatten, übernahm das International Institute for Democracy and Electoral Assistance (IDEA) diesen Ansatz und unterstützt weltweit Bürger dabei, eine solche Untersuchung durchzuführen. Grundlegend unterscheidet sich dieses Unterfangen dadurch, dass Bürger des entsprechenden Landes statt externer Experten die Untersuchung leiten und durchführen sollen. Im Gegensatz zu vielen anderen Untersuchungen werden die Ergebnisse nicht zu einer „Endnote“ aggregiert. Die Untersuchung ist zudem qualitativ, versucht also nicht Urteile über z. B. den Stand der Menschenrechte in Zahlen auszudrücken, und soll explizit zur Debatte über die Verbesserung der Demokratie in dem untersuchten Land beitragen.